# Научен сътрудник
В България научните звания са регламентирани от Закона за научните степени и звания и Закона за висшето образование.
Научен сътрудник III степен, научен сътрудник II степен и научен сътрудник I степен са научни звания на нехабилитирани учени в научните институти. Тази научна йерархия не е установена нормативно, но е добила популярност в практиката и не се подлага на съмнение. Те съответстват на научните звания асистент, старши асистент и главен асистент във висшите училища.
Старши научен сътрудник II степен и старши научен сътрудник I степен са научни звания на хабилитирани учени в научните институти. Първото звание съответства на званието доцент, а второто - на професор във висшите училища.